# Поморие
Помо́рие (болг. Поморие), Анхи́ал (болг. Анхиало, греч. Αγχίαλος) — город в Болгарии, в Бургасской области на берегу Чёрного моря. Население — около 14 тысяч человек.

## География
Современный город Поморие расположен на одноименном узком скалистом полуострове, вдающемся на 3,5 км в Чёрное море, на северо-западном побережье залива Бургас. С юга, востока и северо-востока район «Старый город» окружён морем, с севера — озером Поморие, и только с запада — северо-запад через узкий перешеек соединяется с районом «Новый город», который расположен на Бургасской низменности. В 10 км к югу находится сегодняшний город Бургас, в 18 км к северу — Несебр. Благодаря своему удобному расположению (10—15 минут езды от аэропорта Бургас), рельефу местности (плоский), наличию недорогого сдаваемого на лето частного жилья и неглубокому морю, а также своим лечебным грязям город подходит для отдыха семьёй с маленькими детьми.

### Климат
Переходный от умеренного к субтропическому климату.
Согласно классификации климата Кёппена, Поморие имеет влажный субтропический климат (Köppen: Cfa).
Переходная USDA-зона морозостойкости — 7b-8a.
| Показатель                    | Янв. | Фев. | Март | Апр. | Май  | Июнь | Июль | Авг. | Сен. | Окт. | Нояб. | Дек. | Год  |
| ----------------------------- | ---- | ---- | ---- | ---- | ---- | ---- | ---- | ---- | ---- | ---- | ----- | ---- | ---- |
| Средний суточный максимум, °C | 4,8  | 6,4  | 9,5  | 14,1 | 19,8 | 24,6 | 27,5 | 27,3 | 23,6 | 18,9 | 13,1  | 7,6  | 16,4 |
| Средняя температура, °C       | 1,7  | 2,8  | 5,4  | 10,1 | 15,7 | 20,2 | 23,0 | 23,0 | 19,3 | 14,5 | 9,5   | 4,5  | 12,5 |
| Средний суточный минимум, °C  | −1,5 | −0,6 | 1,7  | 5,8  | 10,7 | 15,1 | 17,4 | 17,1 | 14,4 | 10,4 | 5,9   | 1,2  | 8,1  |
| Норма осадков, мм             | 38   | 36   | 32   | 39   | 48   | 48   | 33   | 25   | 31   | 45   | 51    | 47   | 473  |
| Температура воды, °C          | 6,4  | 5,1  | 7,2  | 12,2 | 18,1 | 24,0 | 26,3 | 27,2 | 23,8 | 18,7 | 13,9  | 10,2 | 16,1 |
| Источник: www.strigmeteo.com  |      |      |      |      |      |      |      |      |      |      |       |      |      |

## История

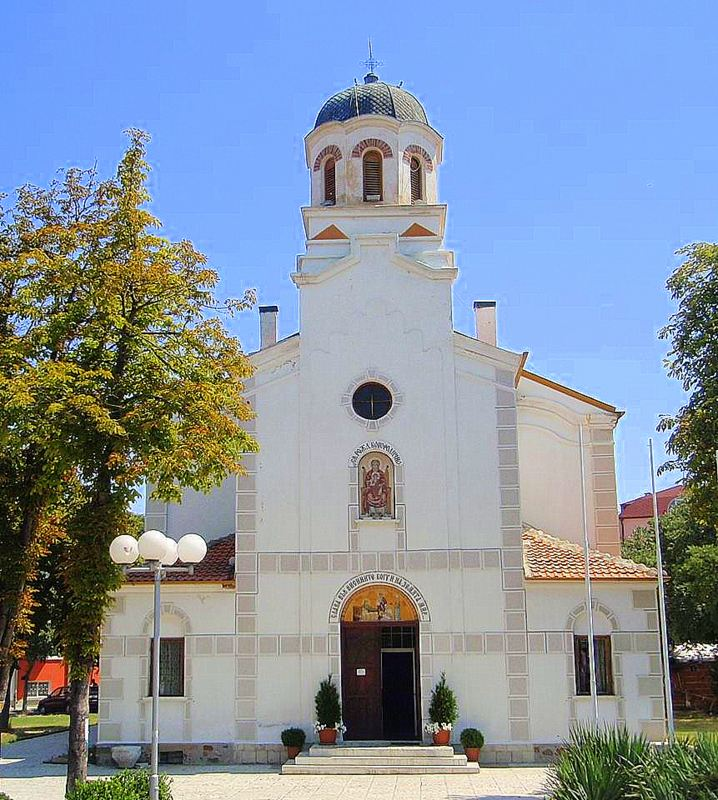
Церковь Рождества Пресвятой Богородицы

Древнее название города — Анхиала (др.-греч. Ἀγχιάλη, лат. Anhiale), позже — Анхиал (Ἀγχίαλος, Anchialum) и означает «близкий к морю» от др.-греч. ἄγχι — близко и др.-греч. ἅλς — море. Основан в VI веке до н. э. греческими колонистами, вероятно, из Милета. Небольшой укреплённый город, принадлежал соседней Аполлонии — сегодняшнему Созополу. Находился к северу от Аполлонии и к югу от города Месембрия (ныне — Несебыр). В 450 году до н. э. был захвачен фракийским Одрисским царством, в начале IV века до н. э. попал под власть Македонии.
С 29 года до н. э. под контролем Рима, а затем Византии. Чеканил монету с правления Домициана до правления Гордиана I. В византийский период служил базой для походов против северных врагов. Тысячелетняя византийская история прерывалась налетами и разрушениями готов, славян, аваров, болгар. Аммиан Марцеллин сообщил, что по фракийскому побережью (litora Thraciarum) лежит город Анхиал и указал, что в Гемимонте есть большие города (magnae civitates): Адрианополь, который прежде назывался Ускудама, и Анхиал. Аммиан Марцеллин писал, что готы, победив императора Деция (в 251 году), убили его и его сына и захватили город Анхиал, а также основанный императором Траяном Никополис-ад-Нестум.  Готы, по рассказу Иордана разоряли Анхиал, расположенный «у подножия Гемимонта» (ad radices Emimontis), «близ моря» (mari vicinam) и оставались там много дней, восхищенные термами на горячих источниках, по Иордану это главные и наиболее благоприятные для лечения термы в мире. Ко второй половине VI века относятся сведения об Анхиале, записанные в «Истории» сирийского автора Иоанна Эфесского, но эта часть его труда (а именно конец книги VI из части III) не сохранилась и известна только по оглавлению, в котором и упоминалось об Анхиале: «Сорок девятая [глава] об опустошении города Анхиалоса и о его термах». Однако рассказ об Анхиале, о его тёплых источниках и о разорении города (в 585 году) склавенами сохранился в «Хронике» Михаила Сирийца, составившего в середине XII века свой труд на основе труда Иоанна Эфесского. Позднее Иордана и Иоанна Эфесского об Анхиале несколько раз упомянул Феофилакт Симокатта (о пребывании аварского кагана, о тёплых источниках, о храме Александра-мученика) в связи с войной между Византией и аварами. В 708 году в окрестностях Анхиала произошла битва, в которой армия византийского императора Юстиниана II потерпела поражение от болгар. В VIII веке был разрушен, возможно, в результате землетрясения. В 754 году восстановлен императрицей Ириной. В 917 году в окрестностях Анхиала произошло крупное сражение между армией болгарского правителя Симеона I и византийским войском, завершившееся полной победой болгар. Болгары захватили город, но он вновь стал византийским в 927 году. В 1018 году Василием II Болгария была присоединена к Византии. Анхиал присоединён ко Второму Болгарскому царству. В 1190 году присоединён к Византии императором Исааком II. В 1206—1216 гг. принадлежал Генриху I Фландрскому, императору Латинской империи, затем отошёл к болгарам. В 1262 году вновь присоединён к Византии. С 1336 года под контролем венецианцев, а с 1453 года под контролем турок. 
В 1578 году в городе, известном своей соледобычей, в собственном дворце при солеварнях был убит выдающийся предприниматель Османской империи, выходец из фанариотского рода, происходящего из императорской династии Кантакузинов, одиозный дипломат и серый кардинал греческого миллета Михаил Шайтаноглу Кантакузин. К XVII веку городок стал крупным городом, населённым турками и болгарами. В XIX веке в городе имелась греческая школа.
В ходе русско-турецкой войны 1828—1829 годов крепость Анхиал 11 марта 1829 года была обстреляна отрядом русских кораблей в составе трёх линейных кораблей, фрегата, брига и трёх канонерских лодок. 11 июля 1829 года русский бриг «Орфей» подошёл к крепости и высадил десант, который взял в плен гарнизон и захватил 13 орудий. В 1874 году город сгорел при пожаре.
После освобождения Болгарии в 1878 году город находится вне нового государства в пределах полуавтономной Восточной Румелии. После объединения Княжества Болгарии с Восточной Румелией в 1886 году, начинается процесс болгаризации города. Основная часть коренного греческого населения покинула город после погромов в 1906 году и основала в Греции, в Фессалии город Неа-Анхиалос — Новый Анхиал. Также беженцы поселились в селе к северу от Салоник, позже переименованном в Анхиалос. Вторая волна исхода греческого населения былa в 1919 году в результате болгаро-греческого обмена населением.

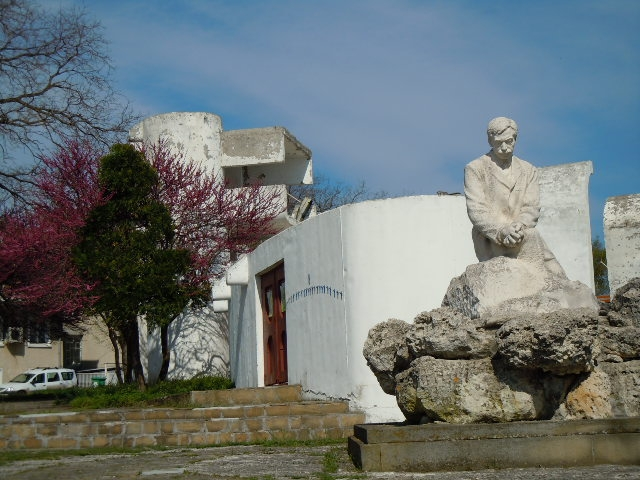
Памятник поэту-символисту Пейо Яворову в Поморие

В 1921 году в городе была создана самая многочисленная из русских эмигрантских казачьих станиц — Калединская, включавшая 130 человек. Однако уже через 9 лет станица насчитывала только 20 казаков.
В 1934 году название города изменено на Поморие.
В городе и окрестностях с античных времён идёт добыча соли — крупнейшее производство на Балканском полуострове. Город также известен находящимся на окраине винно-коньячным заводом «Black Sea Gold» («Черноморское золото»).
В городе есть православный монастырь в честь святого Георгия Победоносца.
С 2004 года в городе проводится ежегодный Международный фестиваль православной музыки «Святая Богородица — Достойно есть».[значимость факта?]